# Strumigenys anorbicula
Strumigenys anorbicula (лат.) — вид мелких муравьёв из трибы Attini (ранее в Dacetini, подсемейство Myrmicinae).

## Распространение
Африка: Габон.

## Описание
Длина желтоватого тела около 2 мм (от 2,0 до 2,2 мм), длина головы от 0,48 до 0,54 мм. Передний край клипеуса с длинными щетинками; орбикулярные волоски на голове отсутствуют. Усики 6-члениковые. Скапус усика очень короткий, дорзо-вентрально сплющенный и широкий. Мандибулы узкие вытянутые. Хищный вид, охотится на мелкие виды почвенных членистоногих.
Вид был впервые описан в 2000 году британским мирмекологом Барри Болтоном под первоначальным названием Pyramica anorbicula Bolton, 2000 по материалам из Африки.
Вид включён в состав комплекса Strumigenys laticeps-complex из видовой группы Strumigenys argiola вместе с несколькими африканскими и палеарктическими видами (Strumigenys laticeps, Strumigenys marchosias, Strumigenys mormo, Strumigenys roomi, Strumigenys tiglath).